# 드론전
드론전(Drone warfare)은 군사용 드론 또는 군사용 로봇을 사용하는 전쟁의 한 형태이다. 로봇은 원격 제어되거나 임무 중에 다양한 수준의 자율성을 가질 수 있다. 로봇의 종류에는 무인 전투 항공기(UCAV) 또는 무장한 상업용 무인 항공기(UAV), 무인 수상정(USV) 또는 무인 잠수정(UUV), 그리고 무인 지상 차량(UGV)이 있다. 미국, 영국, 이스라엘, 중화인민공화국, 대한민국, 이란, 이라크, 이탈리아, 프랑스, 인도, 파키스탄, 러시아, 튀르키예, 우크라이나, 그리고 폴란드는 2019년 현재 운용 가능한 UCAV를 제조한 것으로 알려져 있다.
드론은 일반적으로 정보, 감시, 표적 획득 및 정찰과 표적에 대한 직접 공격을 수행하는 데 사용되지만, 전자전, 폭발물 처리, 전장 보급 증강 또는 표적 훈련에도 활용될 수 있다. 항공 드론 공격은 드론 공격 중에 무기를 배치하는 특수 제작된 UCAV를 통해 수행되거나, 무장한 상업용 UAV가 탄약을 공중 투하하거나 표적에 충돌하여 수행될 수 있다. 중량물 운반용 멀티콥터 UAV는 아군 지상군에 보급품을 공수하는 데 사용될 수도 있다. UAV, USV, UGV는 정찰, 자살 임무, 화물 운송, 의무후송 등에 다양하게 사용되거나 대공, 대전차 또는 대인 역할을 수행할 수 있다. SUAV 및 초소형 비행체와 같은 소형 드론은 휴대 가능하며 저고도 단거리 지원 작전에 배치될 수 있다. 대형 드론은 "모선" 또는 드론 캐리어 역할을 하여 소형 보조 드론을 배치하거나 보조 드론을 지원하기 위해 신호 중계기와 같은 전자전 기능을 갖출 수 있다. 여러 드론이 드론 군집을 이루어 동시에 작동하고 공격할 수 있다.
21세기 초, 대부분의 드론 공격은 미국 군대에 의해 테러와의 전쟁 중 아프가니스탄, 파키스탄, 시리아, 소말리아, 예멘, 리비아와 같은 국가에서 지상 표적에 대해 공대지 미사일을 사용하여 수행되었다. 드론전은 러시아, 우크라이나, 튀르키예, 아제르바이잔, 이란, 그리고 후티와 같은 무장 단체들에 의해 점차 더 많이 사용되고 있다. 2022년 이후, 러시아의 우크라이나 침공에서 장거리 고정익 드론과 단거리 멀티로터 FPV 드론을 포함하여 양측 모두에 의해 드론전이 광범위하게 사용되고 있다. 학자들은 이 분쟁을 대규모의 고강도 공격으로 인해 최초의 "드론 전쟁"이라고 묘사하며, 드론전이 현대 재래전에서 중요한 역할을 한다는 데 동의한다.
역사상 가장 큰 드론 공격은 2024년 4월 13일 이란 혁명 수비대와 저항의 축의 다른 단체들이 이스라엘에 약 1,500킬로미터 거리를 두고 약 300대의 드론을 발사했을 때 발생했다.

## 역사

### 미국

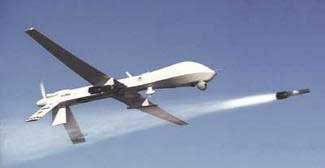
프레데터 드론이 헬파이어 미사일을 발사하는 모습

미국의 파키스탄 드론 공격으로 사망한 총 인원수는 2,000명에서 3,500명의 무장 세력과 158명에서 965명의 민간인으로 추정된다. 파키스탄에서 81명의 반군 지도자가 사망했다. 예멘 드론 공격으로 인해 846명에서 1,758명의 무장 세력과 116명에서 225명의 민간인이 사망한 것으로 추정된다. 알카에다 아라비아반도 지부의 지도자 57명이 사망한 것으로 확인되었다.
2018년 8월, 알자지라는 예멘의 후티 반군과 싸우는 사우디아라비아 주도 연합군이 예멘 알카에다와 비밀 거래를 맺고 해당 그룹의 전투원 수백 명을 모집했다고 보도했다. "...거래에 참여한 주요 인물들은 미국이 이러한 합의를 알고 있었으며, 1988년 오사마 빈 라덴이 창설한 이 무장 단체에 대한 드론 공격을 유보했다고 말했다."
도널드 트럼프 미국 대통령이 드론 공격을 400% 이상 늘린 후, 그의 후임인 조 바이든은 반대 방향으로 나아갔다. 바이든 행정부 하에서 드론 공격은 감소한 것으로 보고되었다. 바이든 행정부의 2021년 8월 카불 드론 공격으로 어린이 7명을 포함한 10명의 민간인이 사망했다. 이후 드론 공격으로 알카에다 지도자 아이만 알자와히리가 사망했다.

#### 영향
드론 공격의 효과에 대한 학계의 의견은 엇갈린다. 일부 연구는 테러 조직이나 반군 단체의 리더십을 제거하는 참수 공격이 이들 단체의 미래 역량을 제한한다고 지지하지만, 다른 연구들은 이를 반박한다. 드론 공격은 무장 세력의 행동을 억제하는 데 성공적이지만, 이러한 반응은 드론 공격의 결과라기보다는 드론 공격에 대한 예상에 따른 것이다. 미국과 파키스탄의 합동 대테러 노력에서 얻은 자료에 따르면, 무장 세력은 탐지와 표적화를 피하기 위해 통신과 공격 계획을 중단한다.
드론 공격의 지지자들은 드론 공격이 특정 전투원을 표적으로 삼는 데 대부분 효과적이라고 주장한다. 일부 학자들은 드론 공격이 대형 폭탄과 같은 다른 유형의 군사력에 비해 민간인 사상자와 영토 피해를 줄인다고 주장한다. 드론 공격의 군사적 대안인 기습이나 심문은 매우 위험하고, 시간이 많이 소요되며, 잠재적으로 비효율적일 수 있다. 드론 공격에 의존하는 것은 미국 드론 사용이 영외 및 초법적 살해에 대한 국제적 선례를 설정하므로 위험이 없는 것은 아니다.

### 이슬람 국가 드론 공격
소형 드론과 쿼드콥터는 이슬람 국가가 이라크와 시리아에서 공격에 사용했다. 12대 이상의 드론이 특별 훈련을 받은 조종사들에 의해 조종되어 적군에 탄약을 투하했다. 이들은 지상 방어군을 회피할 수 있었다.
모술 전투 중, 이슬람 국가는 동시에 공격하는 수많은 드론에서 경량 폭발물이나 40mm 유탄을 투하하여 수십 명의 이라크 병사를 사살하거나 부상시킬 수 있었다. 드론 공격은 군수 물자를 파괴하는 데도 사용되었다. 이슬람 국가가 공개한 드론 영상은 시리아 데이르에조르에 위치한 탄약 시설에 폭탄이 투하되는 장면을 보여주었는데, 당시 이 지역은 이슬람 국가와 시리아 정부 간에 통제권이 논쟁 중인 지역이었다.
2017년 연방수사국 국장 크리스토퍼 A. 레이는 상원 청문회에서 "우리는 테러 조직이 드론 사용에 관심을 갖고 있음을 알고 있습니다. ...우리는 이미 해외에서 자주 목격했습니다. 저는 그것이 곧 여기에 도달할 것이라고 예상합니다."라고 말했다.
드론 전문가 브렛 벨리코비치는 이슬람 국가가 상업용 드론을 사용하여 민간 표적을 공격하는 위험성에 대해 논의하며, 폭스 뉴스와의 인터뷰에서 ISIS 극단주의자들이 드론을 사용하여 민간 표적을 공격하는 것이 더욱 만연하고 정교해지는 것은 시간 문제라고 주장했다.
이슬람 국가가 사용한 드론 공격의 전반적인 성공률은 불분명하다. 이슬람 국가는 군사적 가치보다는 선전 목적으로 영상을 수집하는 수단으로 드론을 사용했을 수도 있다.

### 2020년대의 확산

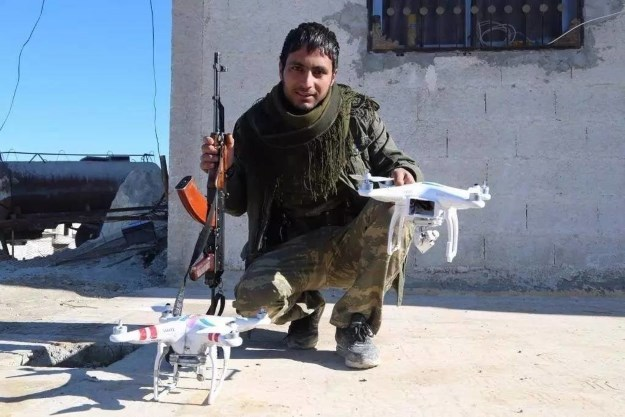
DJI 팬텀 상업용 항공 비디오 UAV의 무장화

2018년 1월 6일, 러시아군은 무인 항공기 (UAV) 군집 공격을 흐메이밈 공군기지에 막아냈는데, 이는 전쟁사상 최초의 사례이다.
2020년, 2021년 3월에 발표된 유엔 안전 보장 이사회 리비아 전문가 패널 보고서에 따르면, 튀르키예에서 제작된 UAV가 폭발물을 싣고 하프타르 군대를 인공지능으로 명령 없이 탐지하여 공격했다. 이는 AI UAV에 의해 수행된 최초의 공격으로 간주되었다.
멕시코에서 마약 카르텔 드론 조종사들은 "드론 조종사"라고 불리며 적 표적에 폭탄 투하 드론을 사용하는 것으로 알려져 있다.
디 이코노미스트는 2020년 나고르노카라바흐 전쟁에서 아제르바이잔이 아르메니아를 상대로 드론을 매우 효과적으로 사용하고, 시리아 내전에서 튀르키예가 드론을 사용한 사례를 인용하며 이것이 미래 전쟁의 모습을 보여준다고 언급했다. 이전에는 드론이 대공 사격에 취약하여 국가 간 분쟁에서 큰 역할을 하지 못할 것이라고 가정했지만, 주요 방공 능력을 가진 강대국에게는 그럴지라도 약소국에게는 그렇지 않다고 지적했다. 아제르바이잔의 전술과 튀르키예의 드론 사용이 "새로운, 더 저렴한 유형의 항공력"을 나타낸다고 언급했다. 또한 드론이 살상 장면을 기록할 수 있는 능력 덕분에 아제르바이잔의 선전 활동이 매우 효과적이었다고 덧붙였다.
2022년 10월 13일, 우크라이나의 MiG-29가 전투 중 드론에 의해 격추된 최초의 유인기가 되었다. 조종사는 대포로 HESA 샤헤드 136 드론을 파괴했다고 주장했다. 폭발로 인해 비행기가 추락하고 조종사가 병원에 입원한 것으로 추정된다.
2022년 러시아의 우크라이나 침공 이후, 약 30개의 우크라이나 기업이 전쟁을 위해 드론을 대량 생산하기 시작했다. 우크라이나 정부 디지털 변환부는 "드론 군대" 프로젝트를 시작하고 2023년에 최대 20만 대의 드론을 구매하려고 시도했으며, 러시아가 군사 장비에서 가지고 있던 큰 이점에 대항하여 비교적 저렴한 드론을 배치하는 것을 목표로 했다. 2023년에는 "우크라이나 전역에서 솟아난 수십 개의 드론 개발자"를 초대하여 지상 목표물에 대한 모의 공격을 수행하거나, 고정익 드론을 추격하거나, 심지어 드론 도그파이트 대회에 참가하도록 여러 대회를 후원했다. 성공적인 새 모델 중 하나는 "바바 야가" 헥사콥터로, "44파운드의 페이로드"를 운반할 수 있다.

#### 상업용 UCAV
상업용 UCAV는 유도 폭탄, 집속탄, 소이탄, 공대지 미사일, 공대공 미사일, 대전차 미사일, 또는 기타 유형의 정밀 유도 탄약, 기관포, 기관총과 같은 무기를 장착할 수 있다. 드론 공격은 상업용 UCAV가 폭탄을 투하하거나 미사일을 발사하거나 표적에 충돌하여 수행될 수 있다. 상업용 무인 항공기 (UAV)는 위험한 폭발물을 싣고 취약한 표적에 충돌하거나 그 위에서 폭파시켜 무장될 수 있다. 이들은 항공 폭격을 통해 수류탄, 박격포 포탄, 또는 기타 급조폭발물을 표적 바로 위에서 투하할 수 있다. 페이로드에는 폭발물, 파편, 화학, 방사능 또는 생물학적 위험 물질이 포함될 수 있다. 드론은 러시아-우크라이나 전쟁에서 양측 모두에 의해 항공정찰 및 포병 관측에 광범위하게 사용되었다.
국가들은 드론 공격의 위협에 대응하기 위해 대-UAV 시스템을 개발하고 있다. 그러나 이는 어려운 것으로 판명되고 있다. 드론 전쟁을 연구하는 학자 제임스 로저스에 따르면, "이 작은 UAV에 대응하는 가장 좋은 방법에 대해 현재 큰 논쟁이 있습니다. 이들이 아마추어들에 의해 약간의 골칫거리를 일으키는 데 사용되든, 테러리스트 행위자에 의해 더 사악한 방식으로 사용되든 말입니다."

#### 아제르바이잔 드론 전쟁

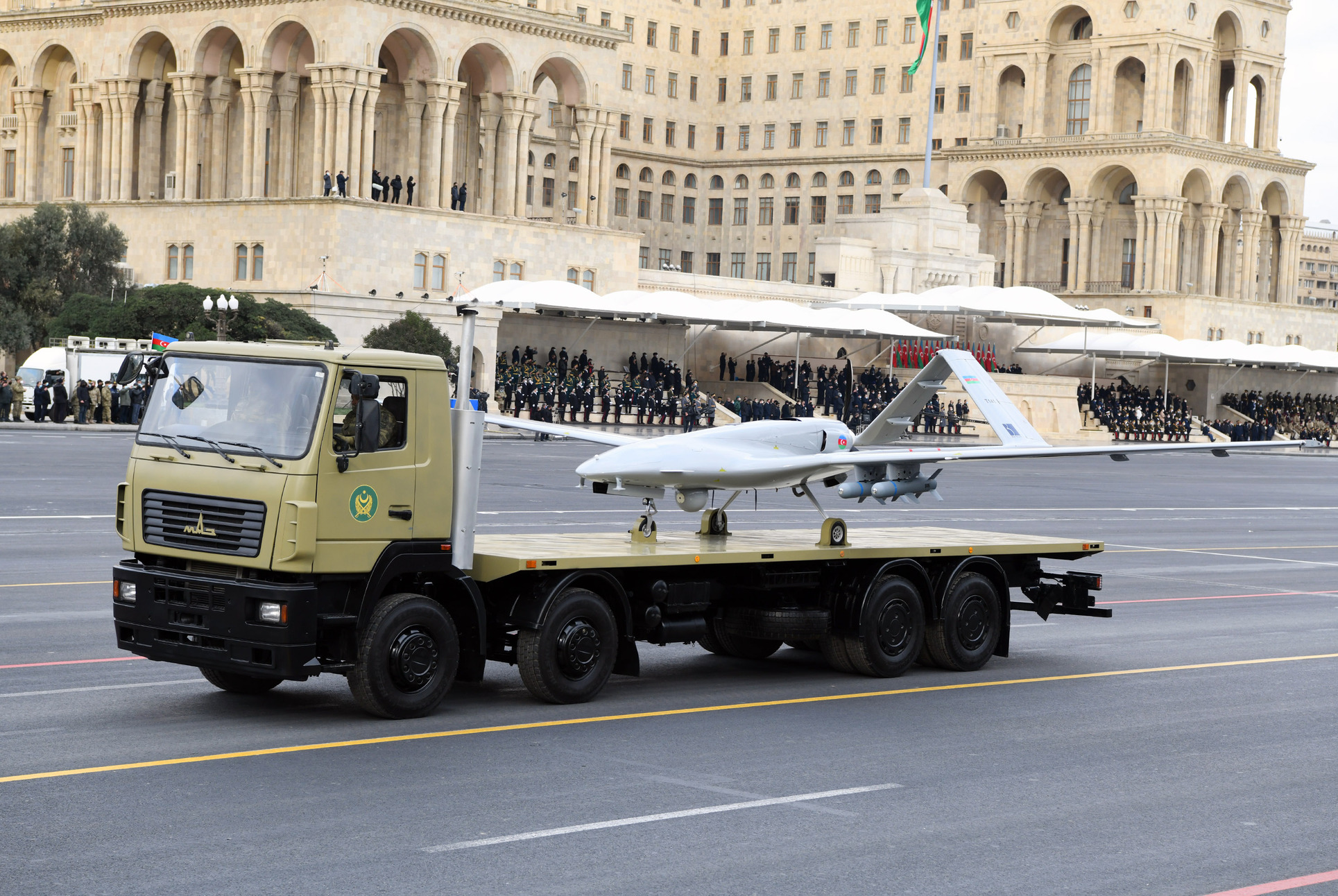
바이락타르 TB2가 2020년 아제르바이잔 바쿠 승리 퍼레이드에 전시된 모습

무인 전투 항공기는 2020년 나고르노카라바흐 분쟁 동안 아제르바이잔군이 아르메니아군에 대항하여 광범위하게 사용되었다. 이들 UCAV에는 이스라엘의 IAI 하롭과 튀르키예의 바이락타르 TB2가 포함되었다. 바이락타르 TB2는 캐나다산 광학 및 레이저 표적 시스템을 사용하기 때문에, 캐나다는 2020년 10월 해당 기술이 정보 수집 및 포병 및 미사일 사격 지휘에 사용되었다는 주장이 제기된 후 튀르키예에 대한 군용 드론 기술 수출을 중단했다. 이 사건 이후 아셀산은 캐나다 MX15B를 대체하기 위해 CATS 시스템의 직렬 생산 및 통합을 시작할 것이라고 밝혔다.

#### 러시아의 우크라이나 침공

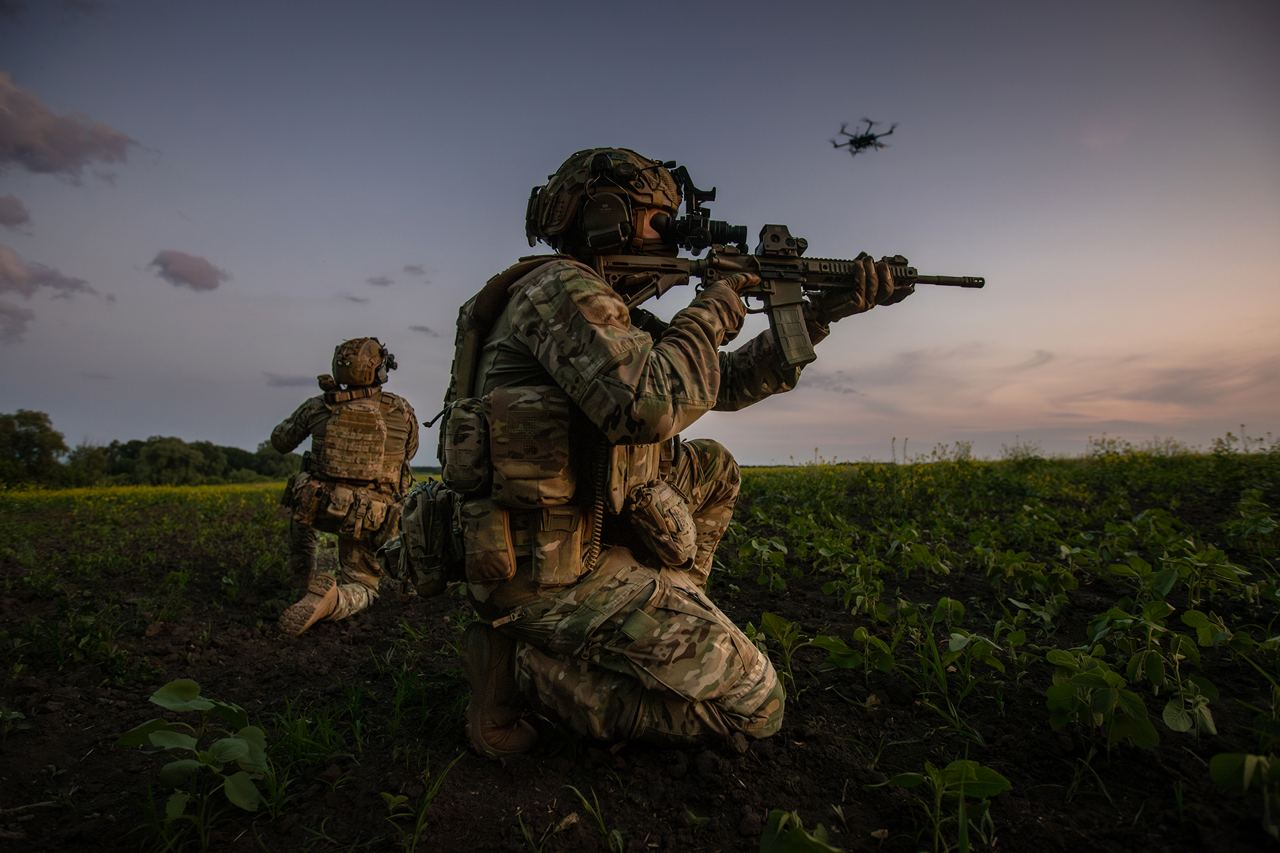
2020년대 초 우크라이나 특수 그룹 "알파" 요원과 멀티콥터 FPV 드론

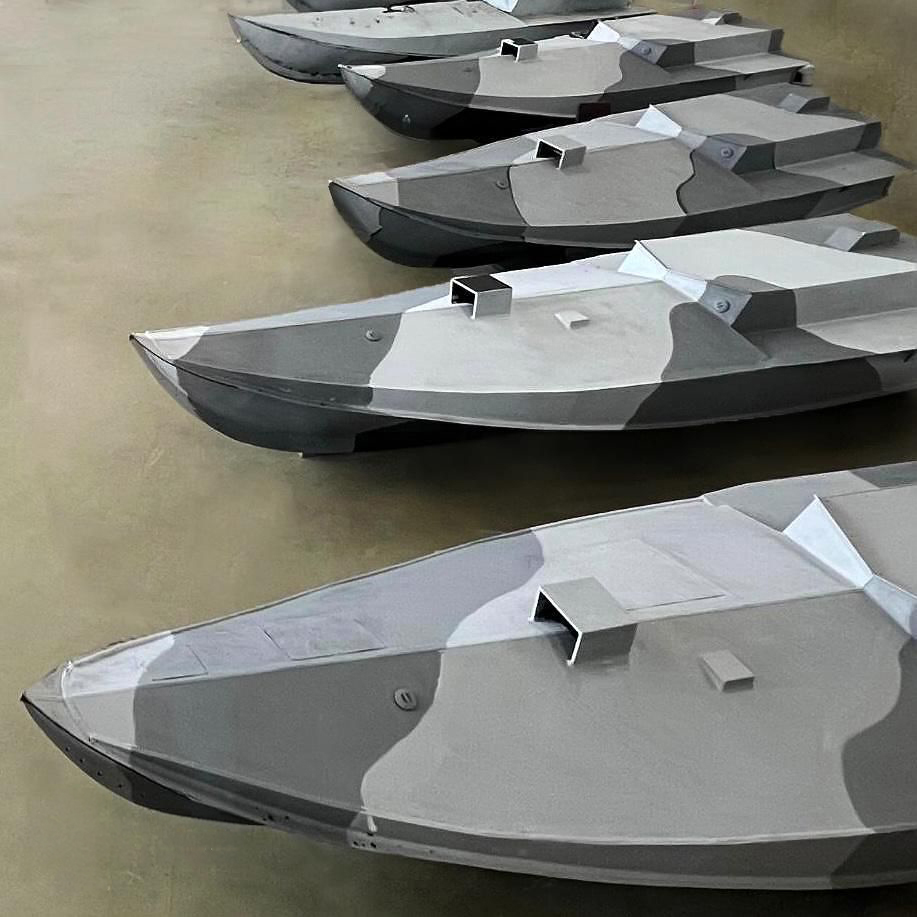
2023년 우크라이나 "시 베이비" 해군 드론

2022년 러시아의 우크라이나 침공 동안 양측은 전투 및 정찰에 드론을 사용했으며, 드론은 장거리 폭격 공격과 지상 공격 및 공세 지원에 중요한 역할을 했다. 우크라이나군은 러시아군에 대한 공격에서 튀르키예산 바이락타르 TB2 드론을 광범위하게 사용했다. 한편 러시아군은 2022년 10월 우크라이나 미사일 공격 동안 이란산 HESA 샤헤드 136 드론의 물결을 발사했다. 그러나 전쟁에서 드론의 주요 역할은 정찰과 포병 관측이다. 러시아 소식통은 우크라이나 드론의 무선 제어를 방해하기 위해 "스투포르 대드론 소총"을 사용했다고 주장했다.
2022년 10월 13일, 우크라이나의 도네츠크 지역 상공에서 비무장 드론 간의 최초 기록된 공중전이 발생했다. 우크라이나 DJI 마빅 쿼드콥터가 동일 모델의 러시아 드론을 충돌시켜 후자가 지상으로 추락하는 장면이 기록되었다. 이 공중 충돌 전술의 또 다른 사례는 2022년 11월 24일에 발생했으며, 이번에는 러시아 DJI 마빅이 우크라이나 드론과의 충돌 후 지상으로 추락하는 장면이 기록되었다.
2023년 5월 9일, 러시아의 징집병이 우크라이나 드론에 (혹은 드론을 통해) 항복했다.
평균적인 HESA 샤헤드 136 드론의 가치는 약 20,000달러이다. 이에 비해 IRIS-T 미사일 한 발의 가치는 약 430,000달러이다. 9월 13일부터 10월 17일까지, 오픈 소스 정보에 따르면 우크라이나는 이 드론들을 방어하는 데 2814만 달러를 지출해야 했다.
적어도 2022년 9월부터 우크라이나는 스타링크 위성 인터넷 시스템을 갖춘 검은색 해군 드론을 사용하여 세바스토폴 해군기지의 러시아 흑해 함대에 공격을 가했다. 해군 드론은 처음에는 정찰용으로 추정되었지만, 탄약을 운반하고 폭탄 역할을 하는 것으로 보인다. 전문가들은 해군 드론 전면에 장착된 센서가 표적 설정을 돕는 레이저 거리 측정기로 사용될 수 있다고 지적했다. 2022년 10월 말, 이 드론 중 7대가 세바스토폴 해군기지에 대한 성공적인 드론 공격을 감행하는 데 사용되었다.
2023년 9월, 우크라이나군은 고프로 카메라를 장착한 골판지 드론을 항공정찰에 사용하고 있다고 보도되었다.
2024년 4월 현재, 우크라이나는 에어로프락트 A-22 폭스배트 및 야코블레프 Yak-52와 같은 유인 항공기를 배치하기 시작했으며, 이 항공기는 저격수나 기관총을 사용하여 러시아 드론을 격추한다. 우크라이나 드론에는 러시아 드론을 공격하고 무력화하기 위한 다양한 즉석 개조가 적용되었다. 여기에는 2024년 7월에 FPV 드론에 막대를 장착하여 ZALA 421-16E 정찰 드론을 반복적인 공중 충돌을 통해 공격하고 결국 파괴한 사례가 포함된다. 2024년에는 광섬유 케이블로 제어되고 전원이 공급되는 드론이 보편화되어 무선 방해를 피할 수 있게 되었다.
2024년 7월 31일, 러시아 Mi-8 헬리콥터가 점령된 도네츠크 상공에서 우크라이나 FPV 드론에 의해 격추되었는데, 이는 전투 중 헬리콥터가 드론에 의해 파괴된 최초의 사례이다. Mi-8은 착륙 또는 이륙 중에 지상에서 공격받은 것으로 추정된다.
러시아는 2024년 11월 25일 188대의 드론으로 우크라이나를 공격하며 전쟁 중 가장 큰 드론 공격을 감행했다. 우크라이나군은 76대를 격추했으며, 96대는 전자 방해로 인해 추적을 놓친 것으로 보인다. 다른 드론들은 에너지망과 민간 주택을 강타했다.
2025년 2월 8일, 러시아 당국은 폭발물이 장전된 FPV 드론 헤드셋이 러시아 병사들에게 발송되는 음모를 발견했다고 보도되었다. 각 헤드셋에는 10-15g의 폭발물이 들어 있었고 활성화 시 폭발하도록 프로그램되어 있었다. 관계자들은 이를 이스라엘의 2024년 레바논 무선호출기 폭발과 비교했다. 이후 보고서에 따르면 2월 4일부터 7일 사이에 8명의 러시아 FPV 조종사가 폭발로 시력을 잃었다. 첫 폭발은 2월 4일 벨고로드 주에서 보고되었고, 이후 쿠르스크, 루한스크, 도네츠크 지역에서 폭발이 발생했다.

#### 2022년 후티 사우디아라비아 공격
2022년 3월 25일, 후티는 제다와 라스 타누라의 시설을 포함한 여러 사우디 에너지 시설에 대한 동시 드론 및 미사일 공격을 감행했다. 이 공격으로 인해 석유 생산이 일시적으로 중단되었고 아람코 시설에 화재가 발생했다.

#### 2023년–2024년 홍해 해운 공격
2023년 말부터 2024년 7월까지, 후티는 홍해와 바브엘만데브 해협에서 상업 선박에 대해 100회 이상의 공격을 감행했다. 이 공격에는 드론, 미사일, 고속정이 사용되었으며, 이스라엘, 미국 및 그 동맹국과 관련된 선박을 표적으로 삼았다.

#### 2023년 하마스의 이스라엘 공격
2023년 10월 7일, 하마스는 이스라엘 남부 침공을 감행했으며, 상업용 드론을 사용하여 이스라엘 경비탑을 폭격한 후 국경 장벽을 뚫었다. 이스라엘군과 메르카바 IV 전차가 드론에 의해 무력화되는 영상이 인터넷에 유포되었다.

#### 2024년–2025년 이스라엘-이란 분쟁
2024년 4월 14일, 이란은 약 300대의 드론을 이스라엘에 발사했다. "진정한 약속 작전"이라고 명명된 이 공격은 이스라엘이 다마스쿠스 주재 이란 영사관 건물을 폭격한 것에 대한 보복으로 수행되었다. 이는 역사상 가장 큰 드론 공격이었다.
2025년 6월, 2025년 이란-이스라엘 전쟁의 일환으로, 이란은 이스라엘이 이란 핵시설을 폭격한 것에 대한 보복으로 이스라엘에 여러 차례 드론 공격을 감행했다.

## 같이 보기
대드론 시스템전자 방해 및 하이재킹 시스템, 지향성 에너지 무기 (주로 레이저), 운동 에너지 발사체, 그물, 훈련된 독수리 등 사용
- 무인 항공기 대응 시스템 (C-UAS)
- 대공전 § AUDS
- 대드론 메시

전자빔
- 지향성 에너지 무기, 드론에도 사용될 예정
- 레이저 무기: 대드론 시스템
- 사일런트 헌터 (레이저 무기), 중국의 대드론 레이저 무기

전자전 (EW) - 전파 방해 및 하이재킹
- 부코벨 (무인 항공기 대응 시스템), 우크라이나의 대드론 전자전 시스템
- EDM4S, 리투아니아의 휴대용 EW 대드론 장치
- 말륙 돌격소총, 리프 모델: 우크라이나의 휴대용 배터리 구동 대드론 무기
- R-330Zh 지텔, 러시아의 트럭 탑재형 EW 전파 방해 통신소
- 광섬유 드론

운동 에너지 시스템
- 슬링어 (무기 시스템), 호주의 기관포를 사용하는 대드론 시스템

대형 시스템 및 제조업체
- 드론 돔, 이스라엘의 대공, 라파엘 ADS가 개발한 대드론 시스템 포함
- 드론스비전, 대만의 무기 제조업체, UAV 및 대-UAV 기술 전문
- 인드라잘 자율 드론 방어 돔, 인도의 AI 대드론 시스템
- ZALA Aero Group, 러시아의 무기 제조업체, UAV 및 대-UAV EW 시스템 전문

기타 관련 주제
- 플레이스테이션 정신
- 미국 드론 공격에 대한 여론
- 군사용 로봇
- 독수리의 악몽, 다큐멘터리 TV 시리즈
- 무인 수상정
- 자나나
- 미국 드론 공격으로 인한 민간인 사상자